# 吉林路機車道公寓
25°03′09″N 121°31′45″E / 25.052598°N 121.529264°E
吉林路機車道公寓，是位於臺灣台北市中山區吉林路98巷的公寓，設有可讓機車行駛的旋轉坡道，被學者認為是台灣機車文化的代表性建築。

## 建築

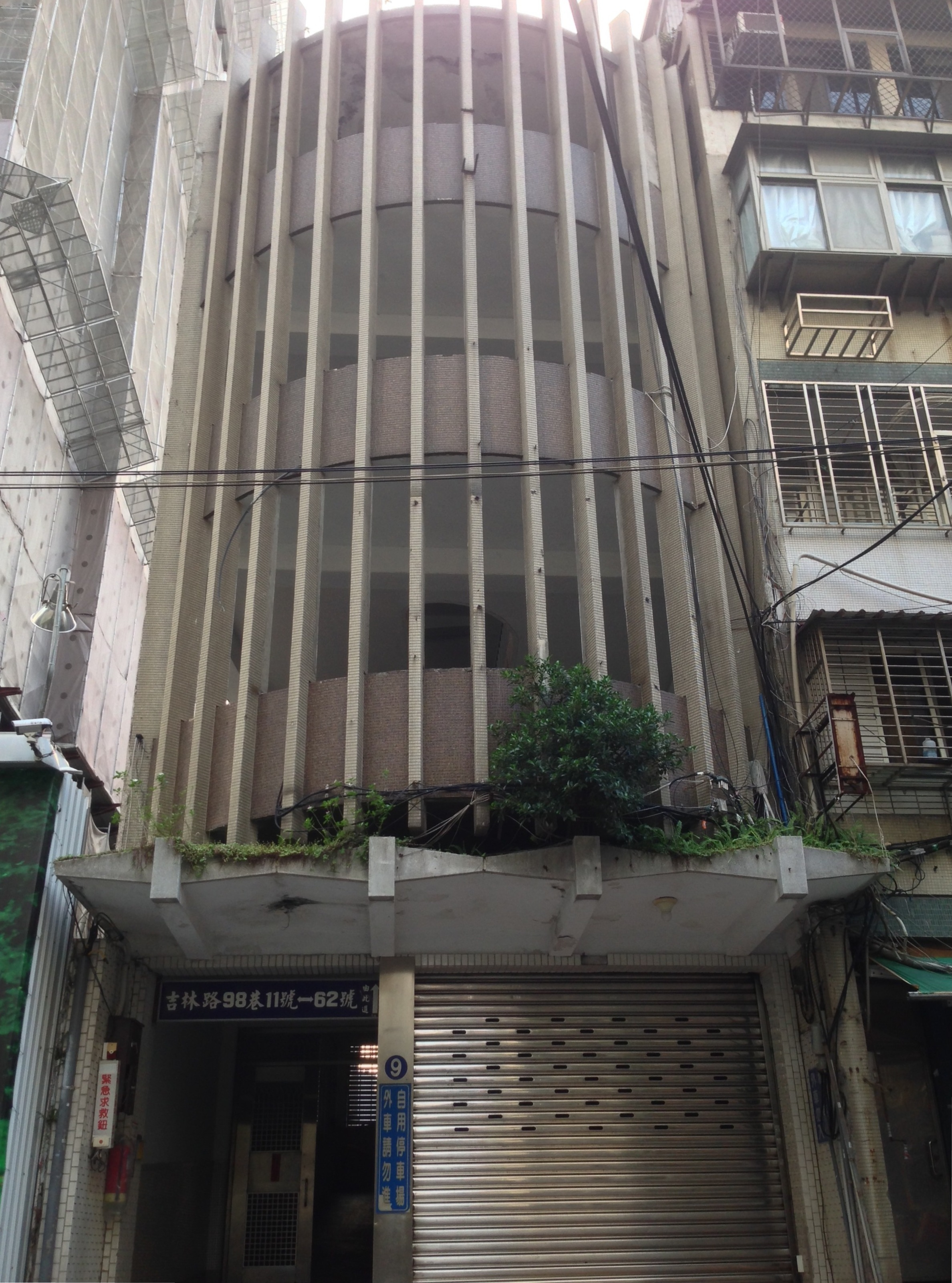
機車塔

此五層樓公寓的業主有九人，多為陳姓。承造廠商松豐營造廠於1967年3月28日動工，建築地址為南京東路二段21巷、41巷與吉林路98巷、106巷的範圍，次年4月1日竣工。造價新台幣660萬元。
建築設計者為新東建築事務所的徐嘉彰，學歷為成功大學建築系學士、東京大學建築碩士。另外作品有三傑大廈，為他幫三傑建設公司所設計。
該住商混合的公寓特別之處，在於樓層通道以旋轉坡道為主，在正中央的樓梯為輔。人們可以直接沿坡道騎機車、單車上下樓，往來自宅門口與吉林路98巷的公寓大門之間，乃臺灣少見的民居建築設計。
對於設計旋轉坡道的原因，有傳說是建商想爭取日本機車廣告的拍攝場景，廣告卻沒拍成，但實踐大學建築系副教授李清志對此說法存疑。國立政治大學地政系副教授孫振義表示，在1960年代臺灣機車少見，最初設計不太可能是機車道；住戶說，多年前是買方的報關行要求蓋坡道，以方便貨品進出。

## 反應

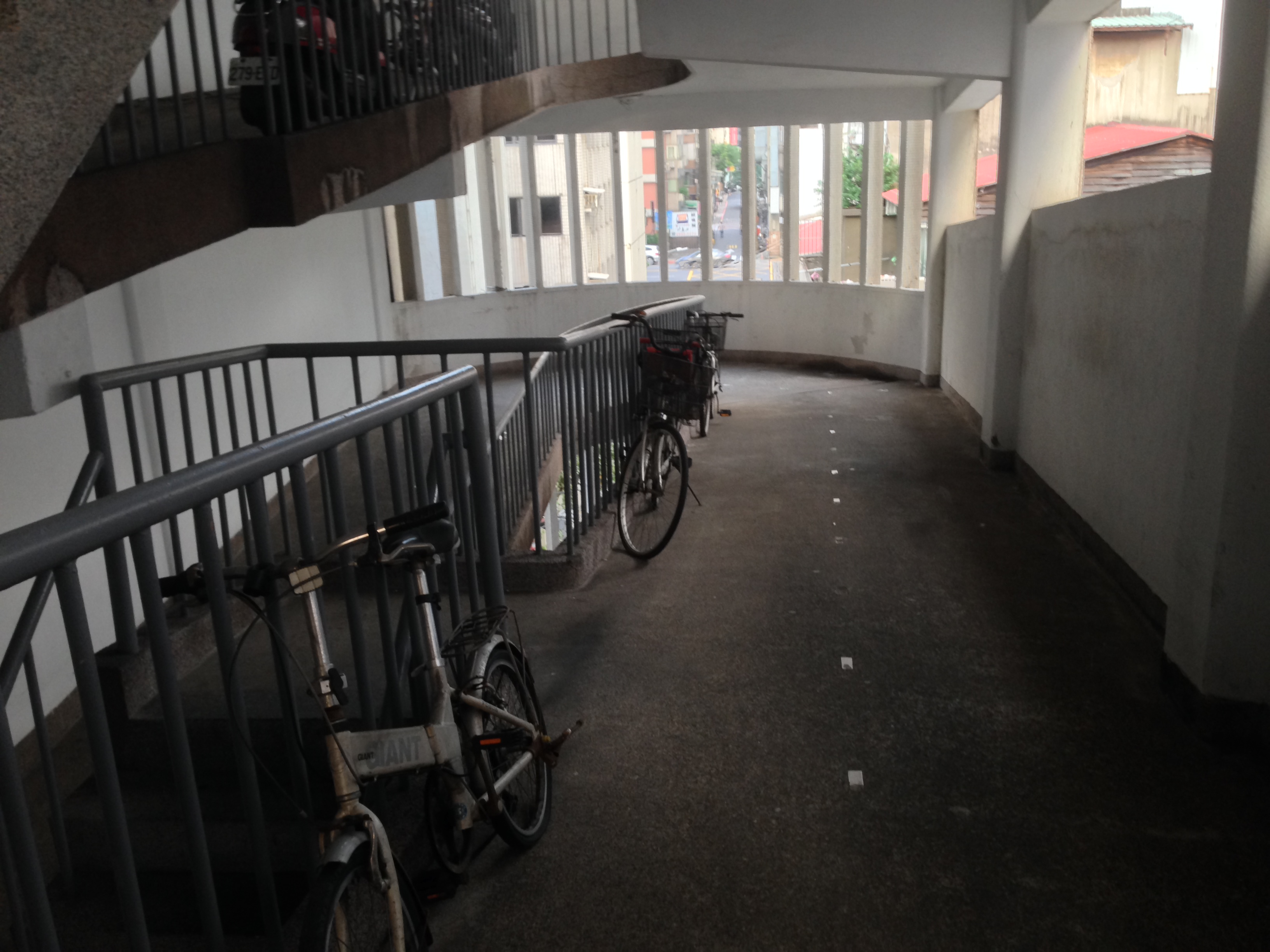
機車道

李清志稱讚當年設計吉林路機車道公寓的建築師有十分前衛的設計思考，將此棟譽作台灣機車文化的代表性建築。許多民眾慕名而來，甚至有電影來此取景。
住戶、網友認為不需找車位，可直接將機車停在自家門，省時又省力，設計方便又有特色。但因空氣、噪音，生活品質難免受影響。此外，因採開放式空間，小偷較難防範。另外也有網友想因公設比過高，預測後來比較不可能再蓋此類房子。
也有人想提報吉林路機車道公寓為臺北市文化資產。不過，2012年7月台北市政府文化局查證後指出，此種型態之公寓非台北市所獨有，不具特定地域風貌，初步認定不符合歷史建築，況且提報者也非所有權人。

## 類似建築
在新北市三重區三和路四段231巷、1974年竣工的福樂公寓也是類似設計。房子為四層樓，一樓並無供住戶出入的大門，取而代之的是一條長斜坡，方便機車及單車能一路騎上樓直達家門口。2010年11月，臺北縣三重市慈愛里里長謝清金指出，該幢建築原先設計構想成商場，因基於當時三重市盛行家庭加工業，所以建條斜坡通道以利上下樓裝卸貨；但將完工時發現附近已有數座大型商場，為避免損失，改成住宅社區。
當地的家庭加工業式微後，整幢福樂公寓已變成一百多戶的家庭住宅，有漏水、鋼筋外露等問題，還有住戶自行在走廊加裝鋼樑支撐結構以免危險。謝清金多次向政府及民意代表反映里民心聲，望能加速市區更新。

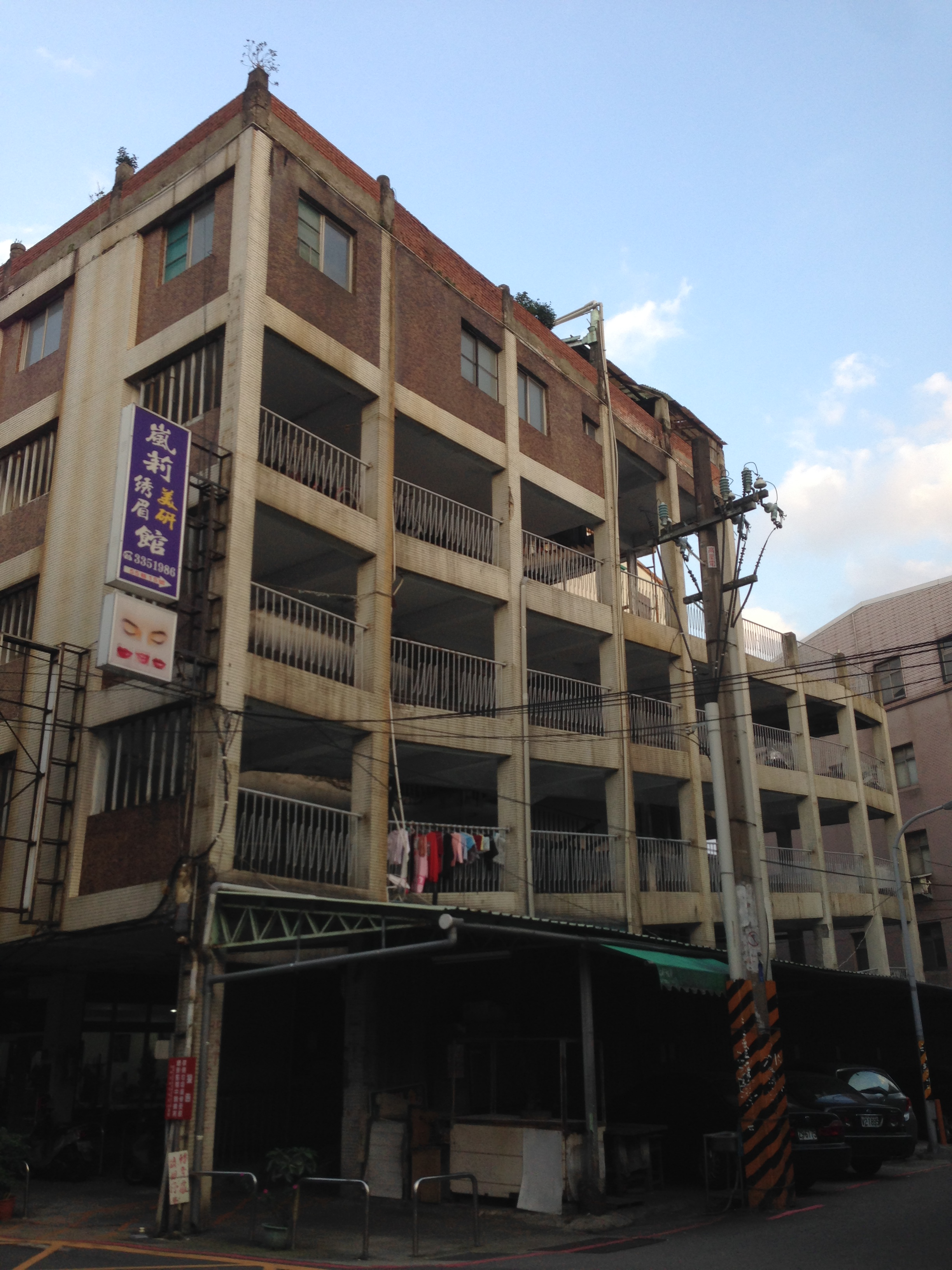
桃園市桃園區秀山路57巷亦有相似的公寓。

- 左景
- 右景
- 機車道